# Huêtre
Huêtre is een gemeente in het Franse departement Loiret (regio Centre-Val de Loire) en telt 208 inwoners (2005). De plaats maakt deel uit van het arrondissement Orléans.

## Geografie
De oppervlakte van Huêtre bedraagt 12,8 km², de bevolkingsdichtheid is 16,2 inwoners per km².
De onderstaande kaart toont de ligging van Huêtre met de belangrijkste infrastructuur en aangrenzende gemeenten.

## Demografie
Onderstaande figuur toont het verloop van het inwonertal (bron: INSEE-tellingen).